# باداب سورت
باداب سورت ساری  چشمهٔ پلکانی تراورتنی بی‌نظیر در ایران و کم‌نظیر در جهان است که واقع در روستای ارست بخش چهاردانگه‌ی شهرستان ساری می‌باشد.
این چشمه توسط سازمان میراث فرهنگی در سال ۱۳۸۷ پس از کوه دماوند به عنوان دومین میراث طبیعی ایران در فهرست آثار ملی ایران ثبت شد. ثبت جهانی این باداب نیز پس از پاموک‌کاله ترکیه، به عنوان دومین چشمهٔ آب شور جهان بوده‌است.

## ویژگی‌ چشمه‌های باداب سورت ساری

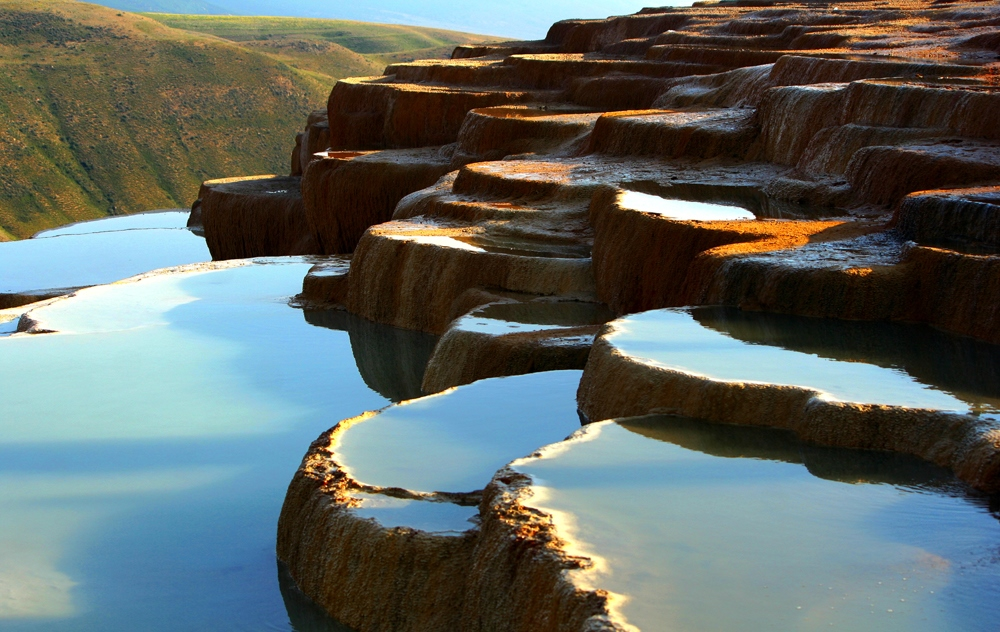
چشمه‌های باداب سورت ساری

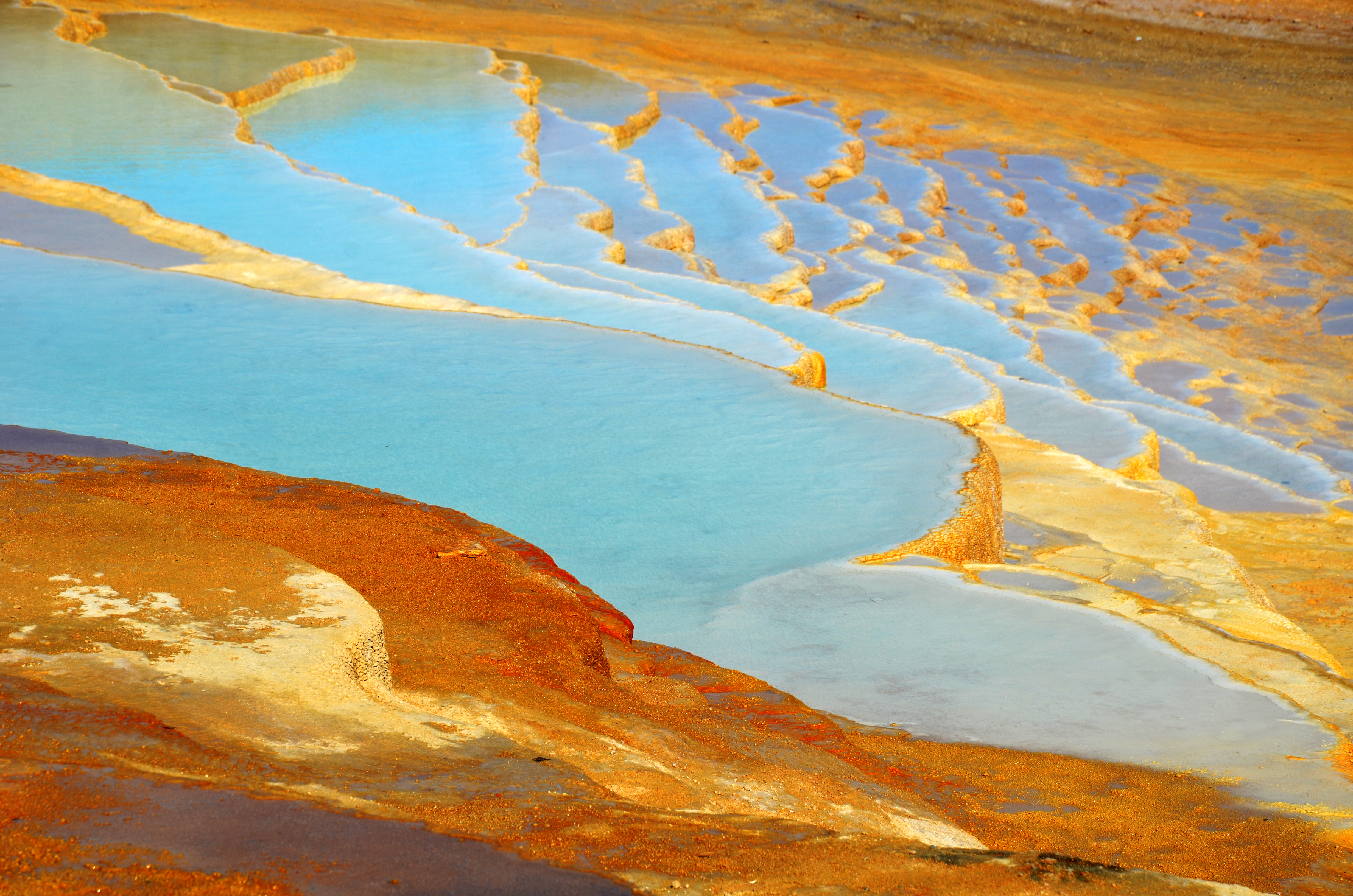
چشمه‌های باداب سورت ساری

این چشمه‌ها در بلندای ۱۸۴۱ متری از تراز دریا جای دارند، در ایران بی‌نظیر هستند. اطراف چشمه پوشیده از درختچه‌های زرشک وحشی و ارتفاعات بالاتر پوشیده از جنگل‌های سوزنی برگ است.
این باداب شامل چندین چشمه با آب‌های کاملاً متفاوت از لحاظ رنگ، بو، مزه و حجم آب است. چشمهٔ پرآب دارای آب بسیار شور و استخری با قطر حدود ۱۵ متر و عمق زیاد است. چشمهٔ دوم که در بالادست و شمال غربی این چشمه قرار دارد، ترش مزه و دارای آبی به رنگ قرمز و نارنجی است، در اطراف چشمه کمی رسوب آهن نشسته‌است. جریان آب‌های رسوبی و معدنی این چشمه‌ها طی سال‌ها، در شیب پایین دست کوهستانی خود، صدها طبقه و ده‌ها حوضچهٔ پلکانی بسیار زیبا به رنگ‌های نارنجی، زرد و قرمز در اندازه‌های مختلف پدیدآورده است. این طبقات و حوضچه‌ها در واقع جاذبهٔ اصلی و ویژگی منحصر به فرد چشمه‌های باداب سورت است. زیبایی این طبقات و محل ویژهٔ قرارگیری چشمه در دامنهٔ کوهستان و چشم‌اندازهای اطراف به ویژه در غروب تحسین‌برانگیز است.
این چشمه‌ها به دلیل داشتن ساختار پیچیده زمین‌شناسی در بدترین شرایط خشکسالی پرآب بوده و شایعاتی مبنی بر خشک شدن آن کاملاً بی اساس است. 

## ثبت ملی و حریم حفاظتی
این چشمه توسط کوهنوردی کشف شد و بنابر گفته‌ها، در حال تخریب چشمه‌ها برای ساخت هتل بودند که با کمک مردم از تخریب آن جلوگیری و به ثبت ملی رساندند.
خبرگزاری مهر در گزارشی تصویری به تاریخ ۲۹ مهر ۱۳۹۱ اعلام کرد که این چشمه‌ها در حال نابودی کامل هستند. با وجود انبوه گردشگران بازدیدکننده از باداب سورت، متأسفانه در طول فاصله ۳۰ کیلومتری این محل از جاده اصلی تقریباً هیچگونه تابلو اطلاع‌رسانی و مسیر یاب وجود ندارد و تنها از طریق مسیر یاب نقشه گوگل، اگر اطلاعات نرم‌افزاری داشته باشید؛ امکان یافتن محل را خواهید داشت. همچنین ۸ کیلومتر آخر مسیر جاده فقط برای خودروهای آفرودی مناسب است و برای خودروهای معمولی، رسیدن به محل می‌تواند همراه با خسارت و آسیب دیدگی شدید خودرو در محلی بدور از هرگونه مرکز امدادی و تعمیر گاه همراه باشد. این منطقه در فاصله خیلی دورتر توسط حصار فلزی و فنس محصور شده تا افراد پیاده نتوانند وارد حریم شوند. اگر شانس بیاورید و محل ورودی را پیدا کنید متوجه می‌شوید که برای محل پارکینگ مناسب در نظر گرفته نشده. ورودی محل دارای دو حصار اصلی است که اگر از فردی که به عنوان نگهبان در کانکس استقرار دارد بخواهید اجازه پارک بدهند تا تاریخ ویرایش این مطلب یعنی آخر آذرماه ۱۴۰۰ مبلغ یکصد و پنجاه هزار تومان باید پرداخت کنید و این هزینه جدا از مبلغ ورودی هر نفر پانزده هزار تومان می‌باشد که در قبال پرداخت آن قبض ورود چاپی داده می‌شود. در بدو ورود به حصار دوم که حصار اصلی محسوب می‌شود اولین نکته ای که نظر افراد را جلب می‌کند وجود تابلوی بسیار عجیب راهنمایی است که به صراحت در آن گفته شده هرگونه توهین به مقامات دولتی و کارکنان دولت به حبس و پرداخت جریمه سنگین منجر می‌شود که البته با کمی دقت متوجه می‌شوید که رفتار فرد مستقر بقدری زشت و توهین آمیز است که باعث خارج کردن انسان از حالت احترام می‌شود و به عنوان یک جاذبه گردشگری متأسفانه سازمان میراث و گردشگری استان ابدآ به این موضوع توجه نکرده. حصار و نگهبانی بسیار بی کیفیت و سرویس بهداشتی و آب آشامیدنی و حتی شستشو برای استفاده وجود ندارد. تابلوی اطلاعات یا راهنمایی یا هشدار دهنده هم اگر بوده توسط تابش نور آفتاب کاملاً ناپدید شده‌است. با توجه به ارتفاع بسیار زیاد و بادگیر بودن شدید منطقه چند نیمکت موجود در بدترین نقطه ممکن بدون حفاظ نصب شده که بخوبی نشان می‌دهد که هدف رفع مسیولیت مسیولین بوده. کیفیت حصار دور چشمه هم به علاوه سایر نکات نشان‌گر بی‌توجهی شگفت‌آور مسئولان در حفظ محوطه اصلی پلان چشمه است.
این چشمه توسط سازمان میراث فرهنگی در سال ۱۳۸۷ پس از کوه دماوند به عنوان دومین میراث طبیعی ایران در فهرست آثار ملی ایران ثبت شد؛ و در ۴ مرداد ۱۳۹۳ عرصه، حریم و ضوابط حفاظتی آن تعیین شد و هرگونه دخل و تصرف در محدوده حریم و تخلف از ضوابط حفاظتی برخورد مجرمانه قضایی دارد.

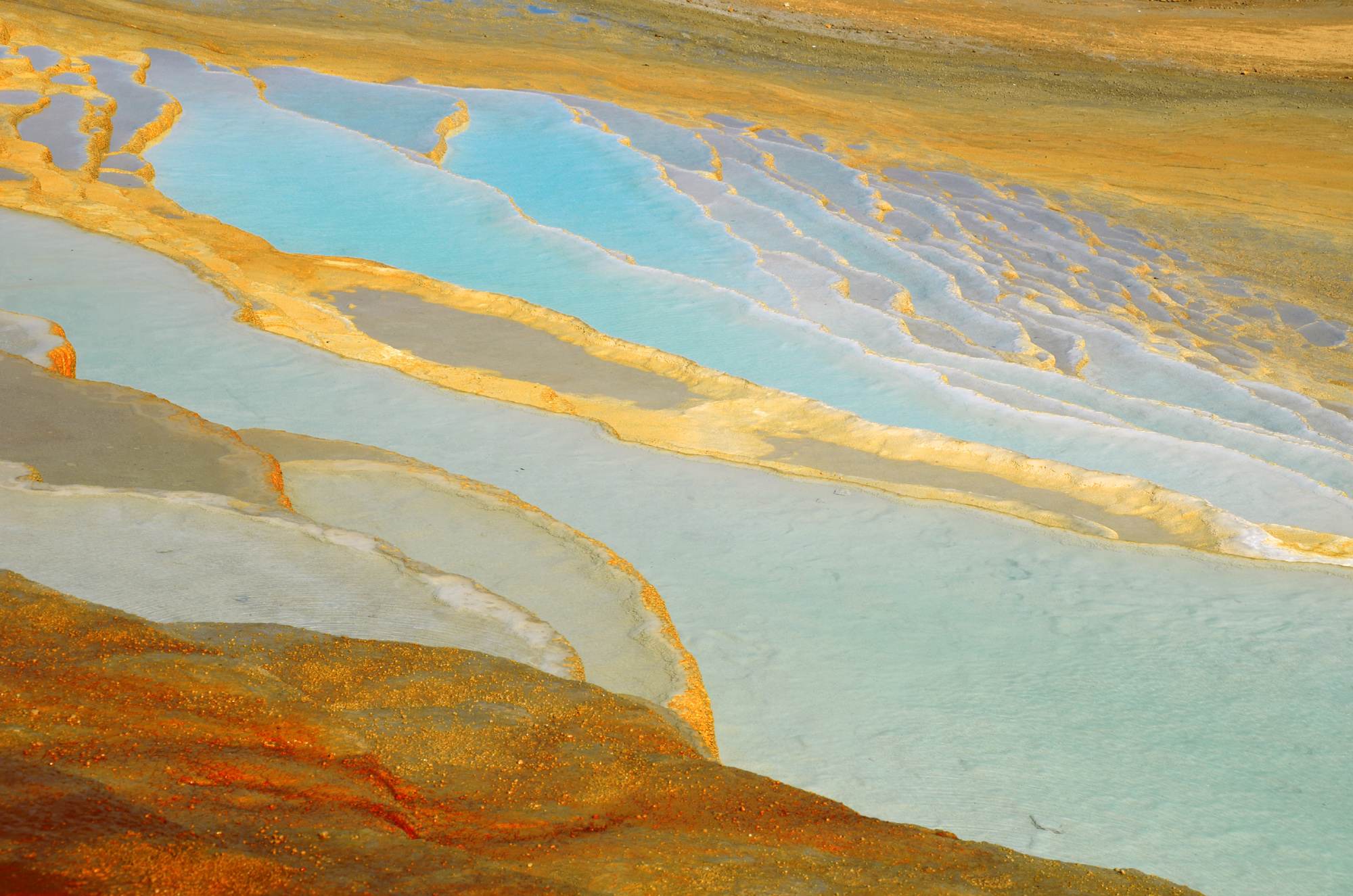
چشمه‌های باداب سورت ساری

## در کتب قدیمی
- گریگوری ملگُنُف در سال ۱۸۵۸ و ۱۸۶۰ در پی انجام مأموریتی از سوی حکومت قفقاز (برای اجراء وصیت‌نامهٔ پتر کبیر) به نواحی جنوبی دریای مازندران سفر کرد. او در سفرنامه‌اش آنجا که مناطق مرزی هزارجریب را برمی‌شمارد، نام باداب سورت را به صورت «چشمهٔ آروس» آورده‌است که در واقع اشاره به چشمهٔ روستای ارست (آروس) می‌باشد.[۵]
- در سفرنامهٔ کلنل برسفرد لوات چنین آمده:

در یک دره در کنار یکی از این رودخانه‌ها قریه کله‌سر (قلعه‌سر) یا کله‌هزار واقع است و قریب هشتاد خانه پانصد نفر جمعیت دارد. اطراف ده هر قطعه زمین مناسبی را زراعت کرده بودند. از این دره که گذشتیم به قریه سورت رسیدیم چشمه‌های آب گوگردی که سابقاً ذکر شد در حوالی این قریه واقع است. در این کوه‌ها درخت‌های سروکوهی زیاد دارد. در سمت شمال راه در کمرکوهی قریه است موسوم به بدله (بادله کوه) که قریب هفتصد نفر جمعیت دارد.

## مکان‌های مشابه باداب سورت ساری

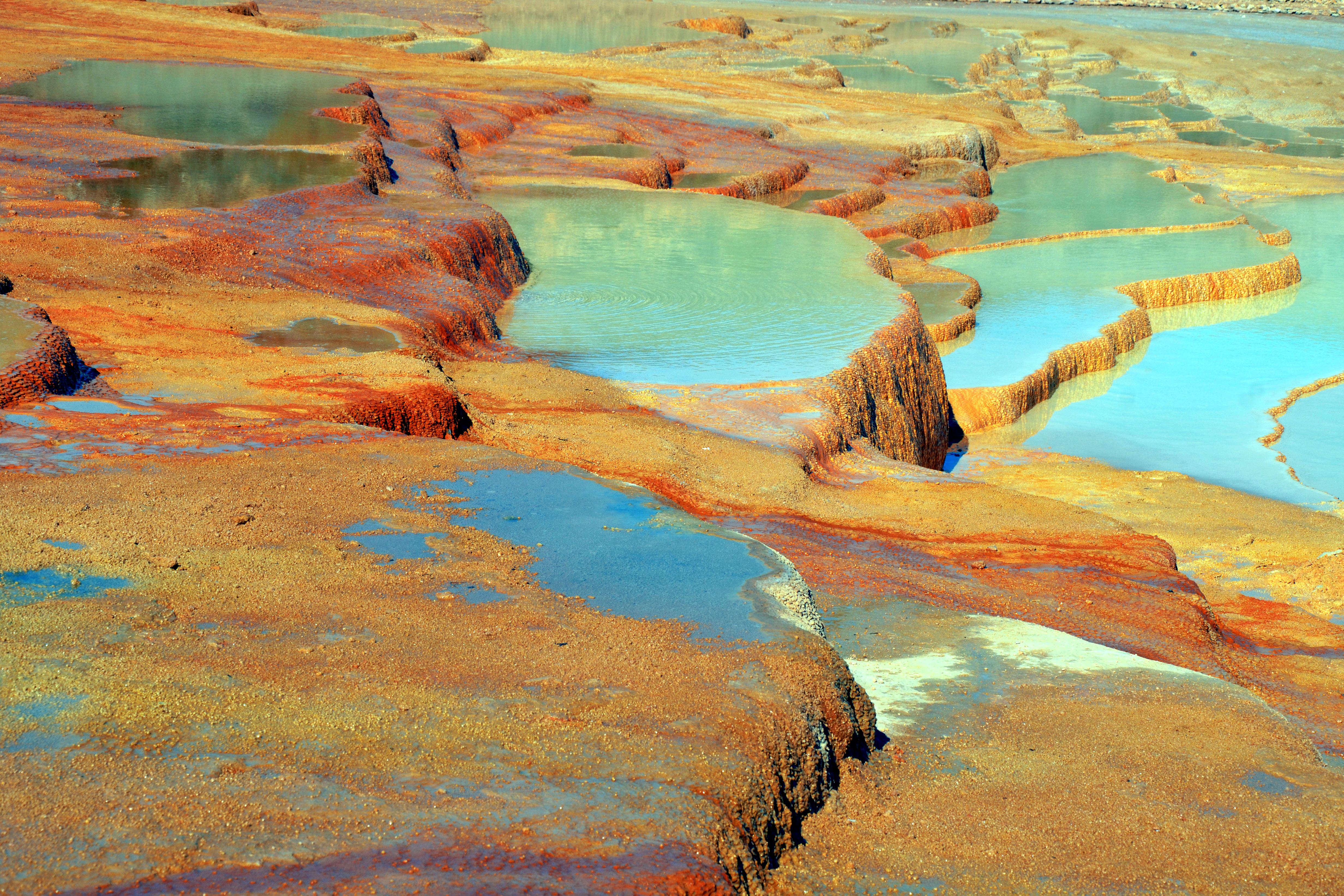
چشمهٔ باداب سورت ساری

- کانی گڕاوان در شهرستان سردشت آذربایجان غربی ایران
- پاموک‌کاله در ترکیه
- ایوانهای مطبق سفید و صورتی[۷] در نیوزیلند
- بایشوایتای[۸] در چین
- باگنی سان فلیپو[۹] در ایتالیا
- منطقه سنگ زرد[۱۰] در ایالات متحده آمریکا
- هیرو ال آگورا[۱۱] در مکزیک

## نگارخانه

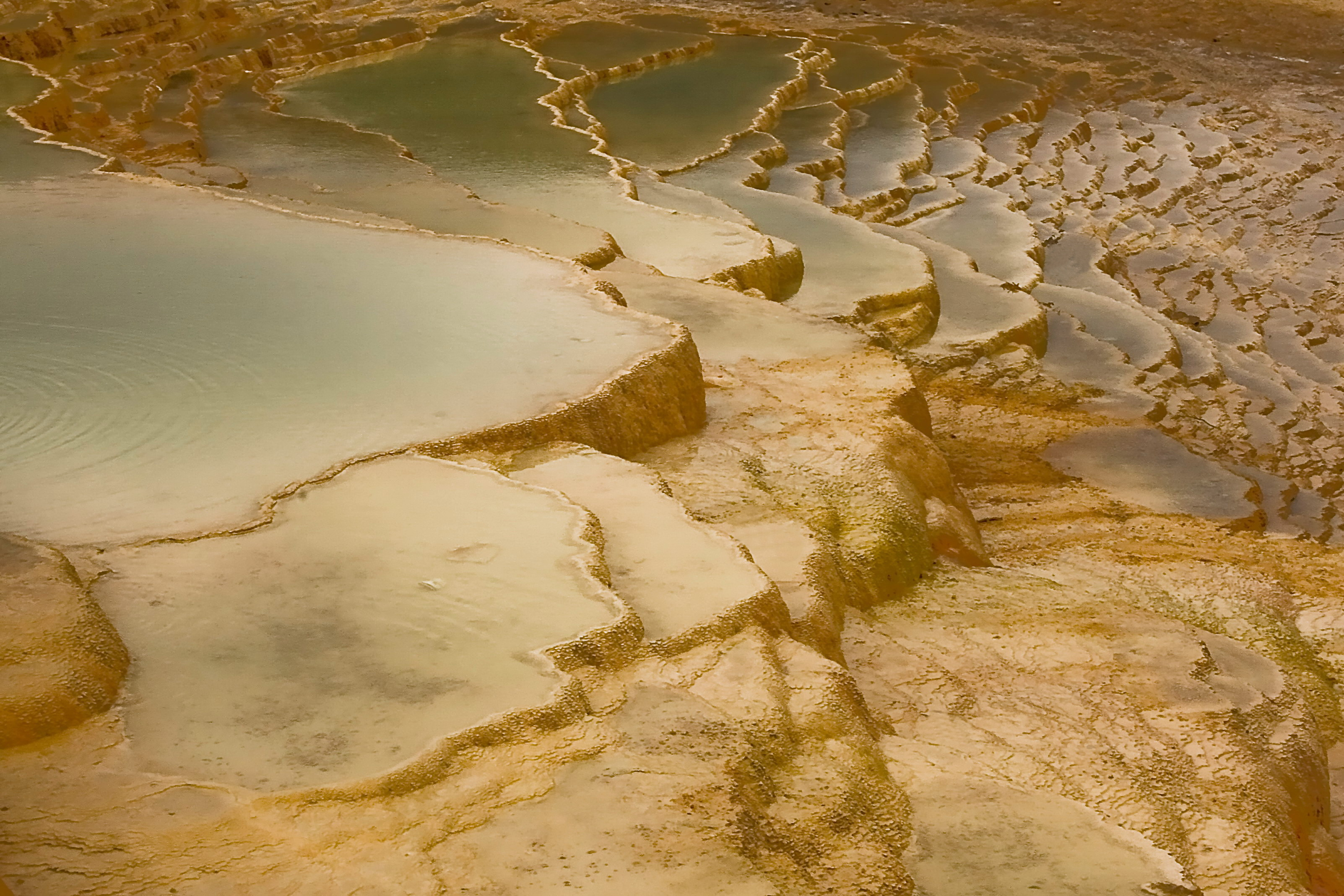
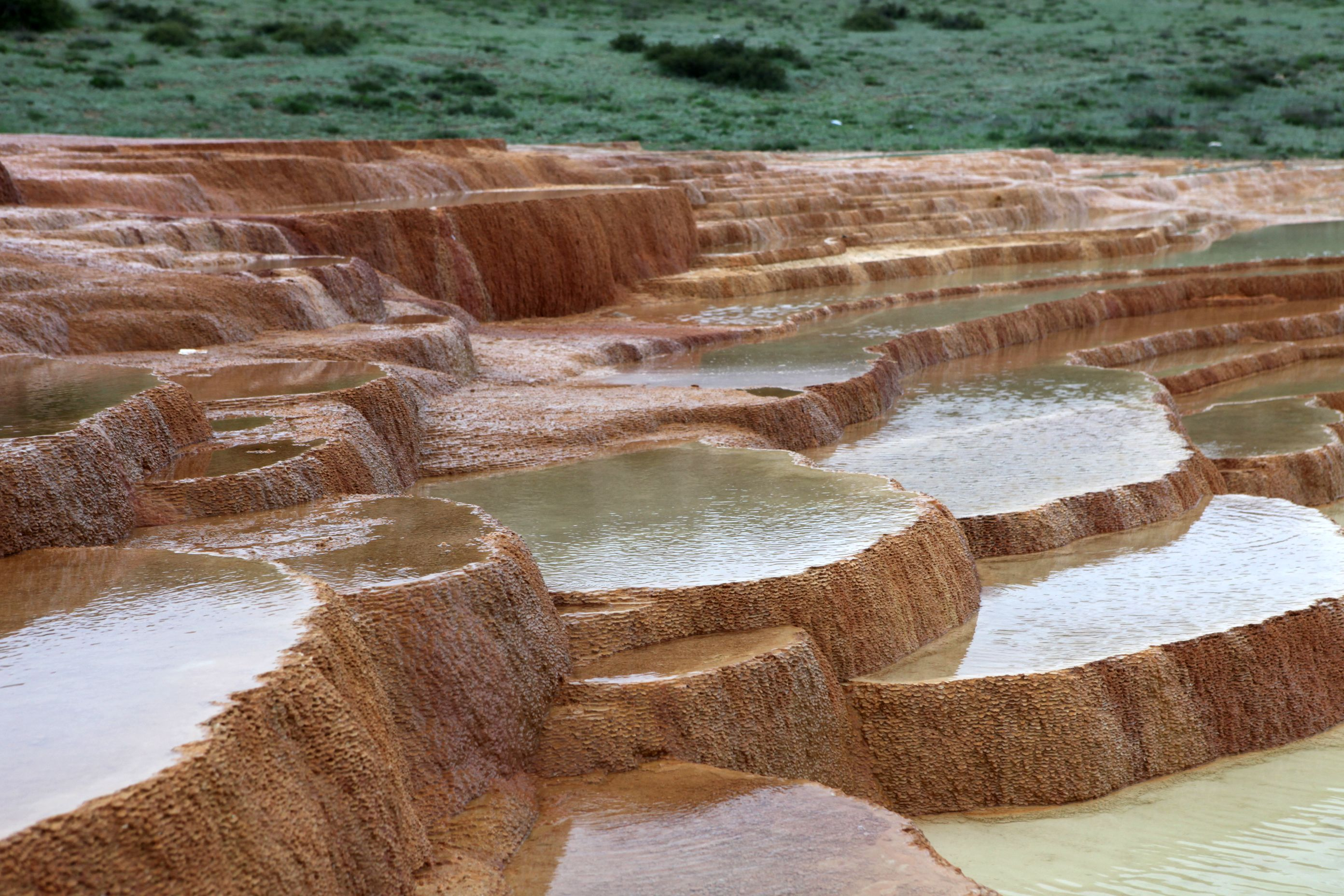
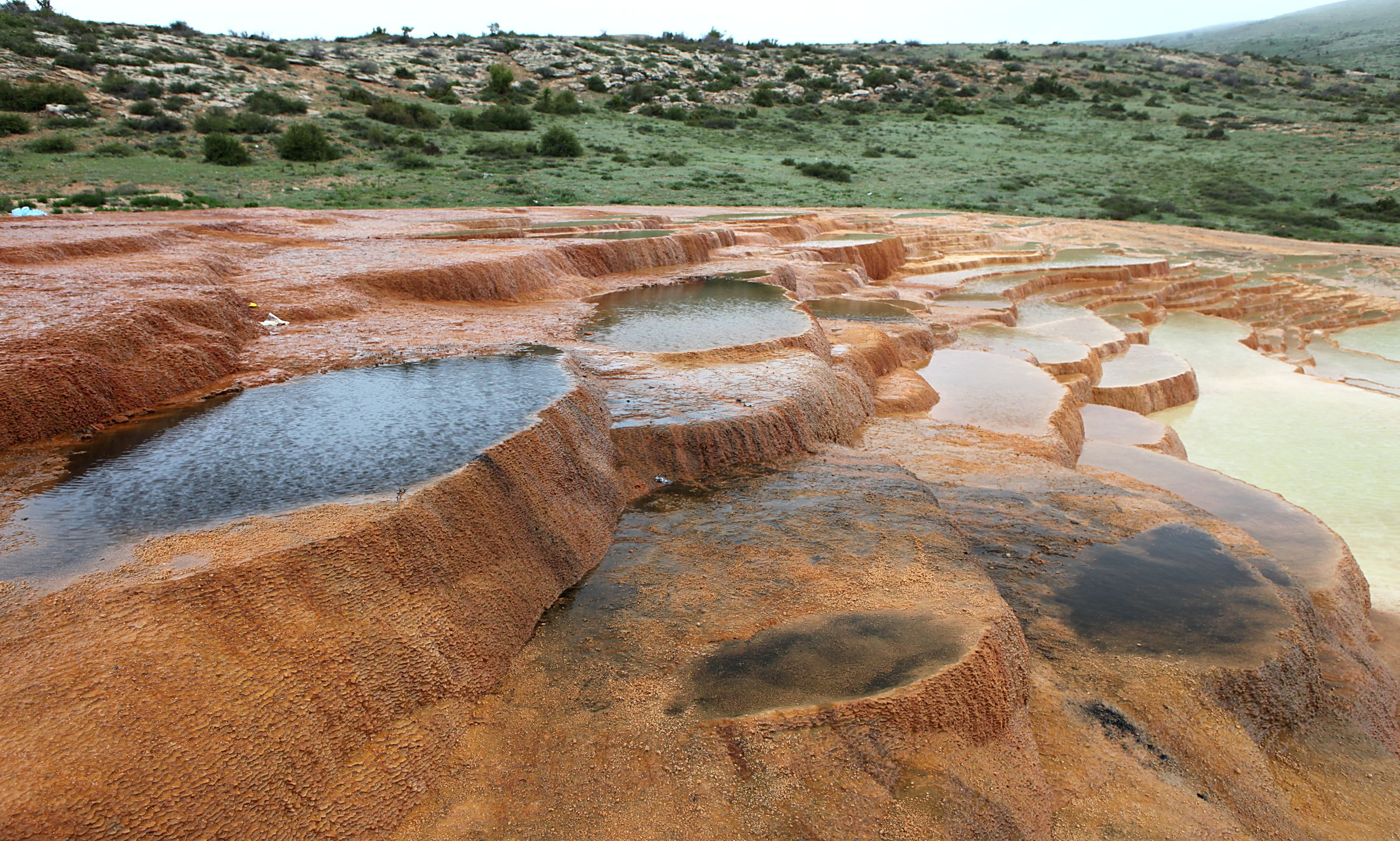
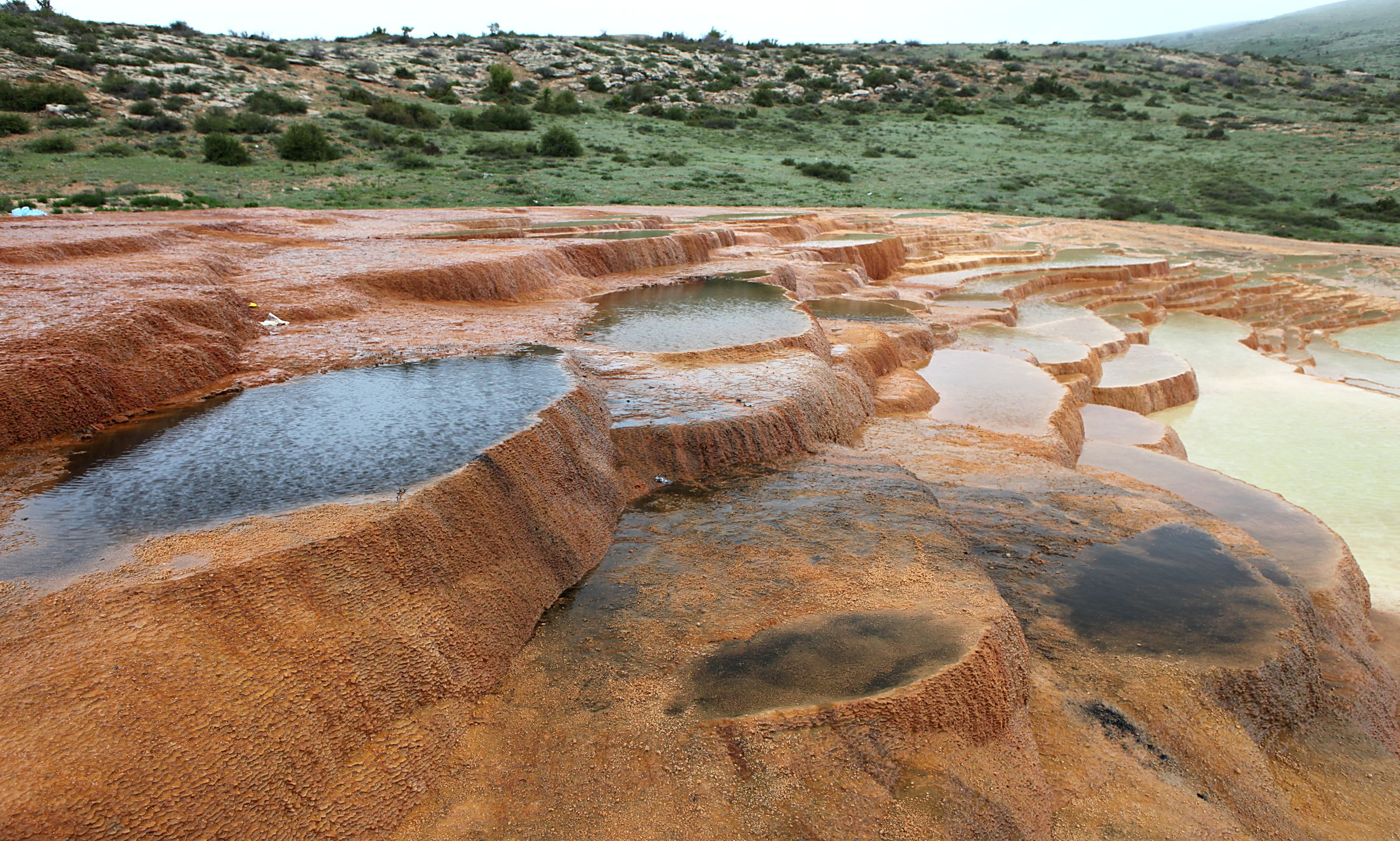

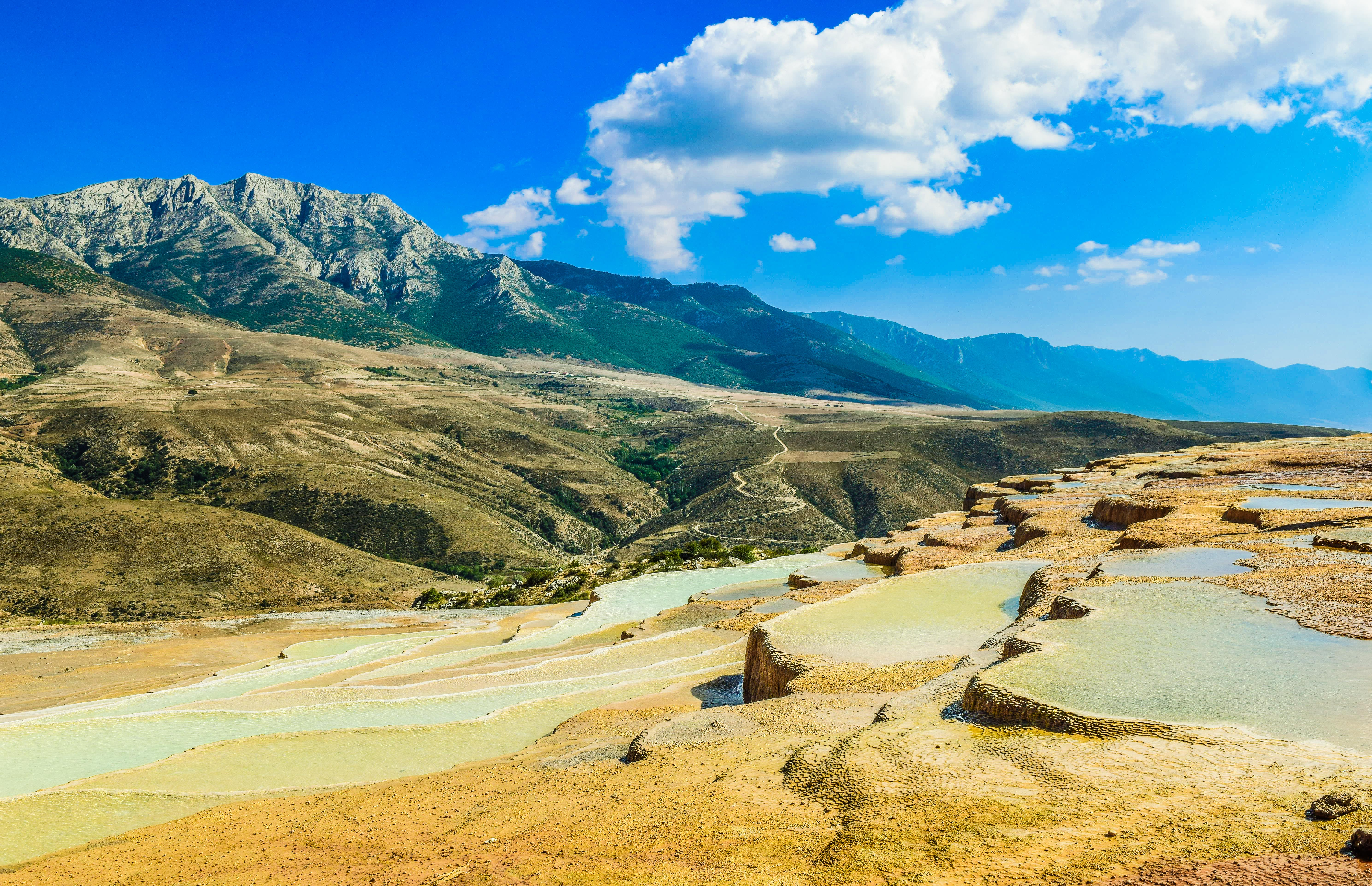
چشمه پله کانی باداب سورت

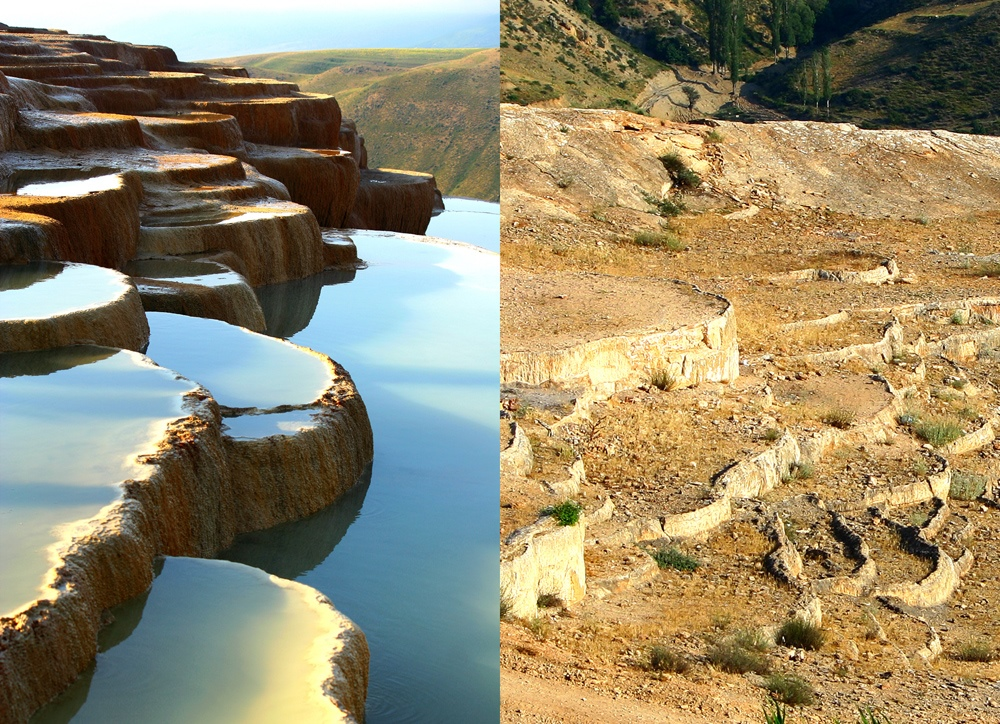
چشمه طبیعی باداب سورت، روستای ارست
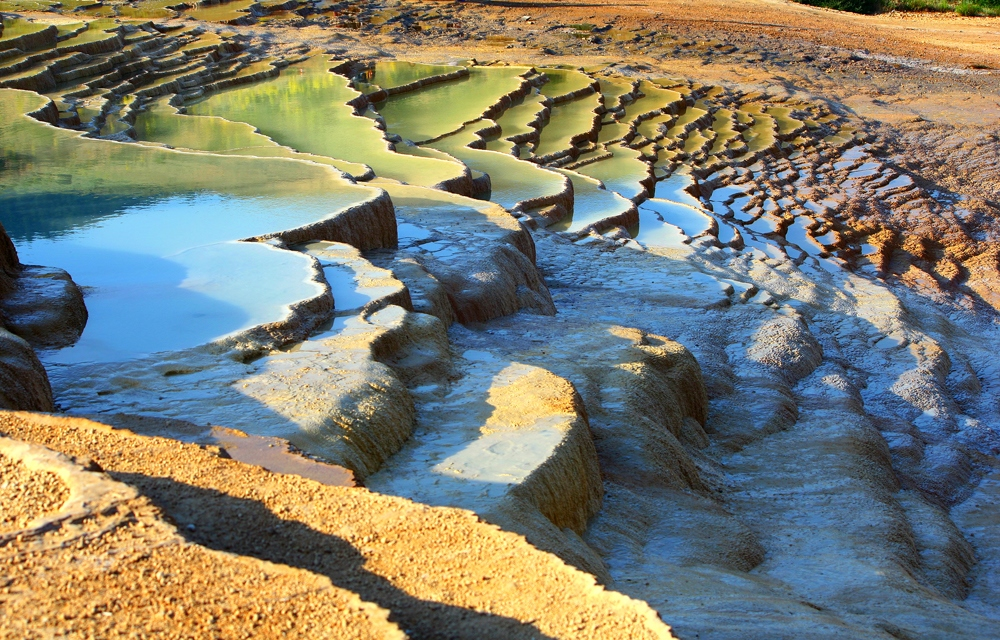
چشمه طبیعی باداب سورت، روستای ارست
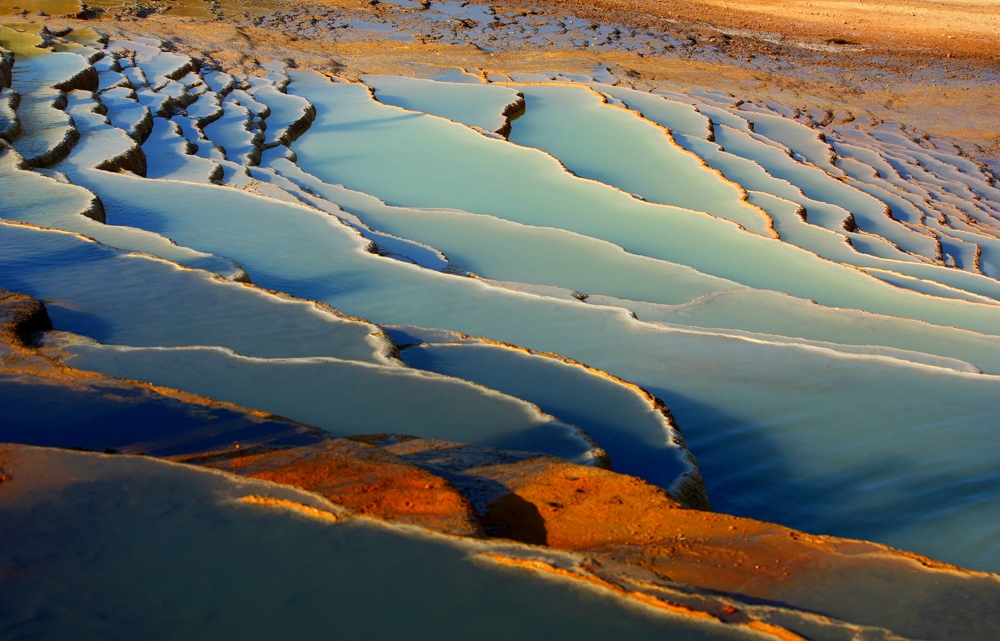
چشمه طبیعی باداب سورت، روستای ارست
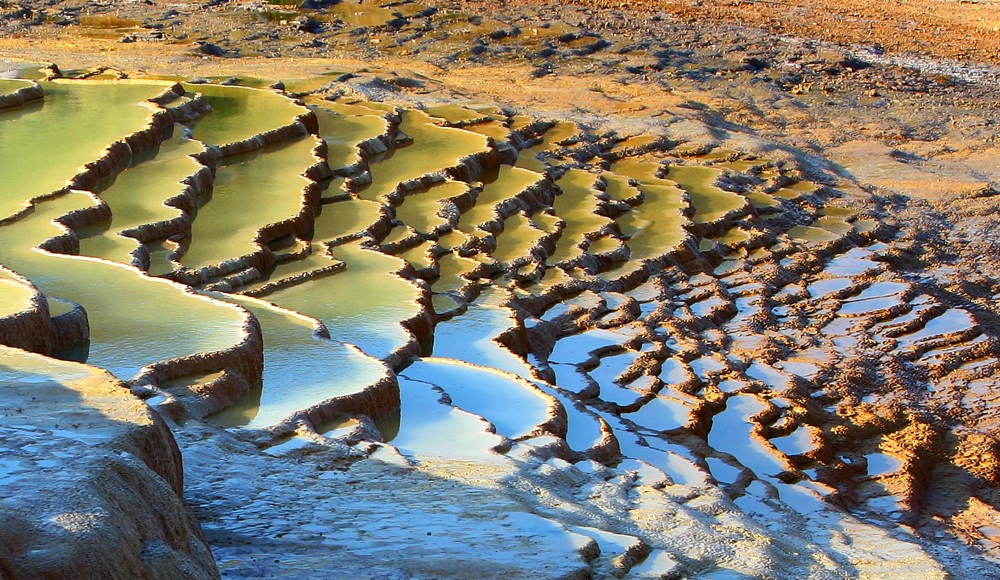
چشمه طبیعی باداب سورت، روستای ارست
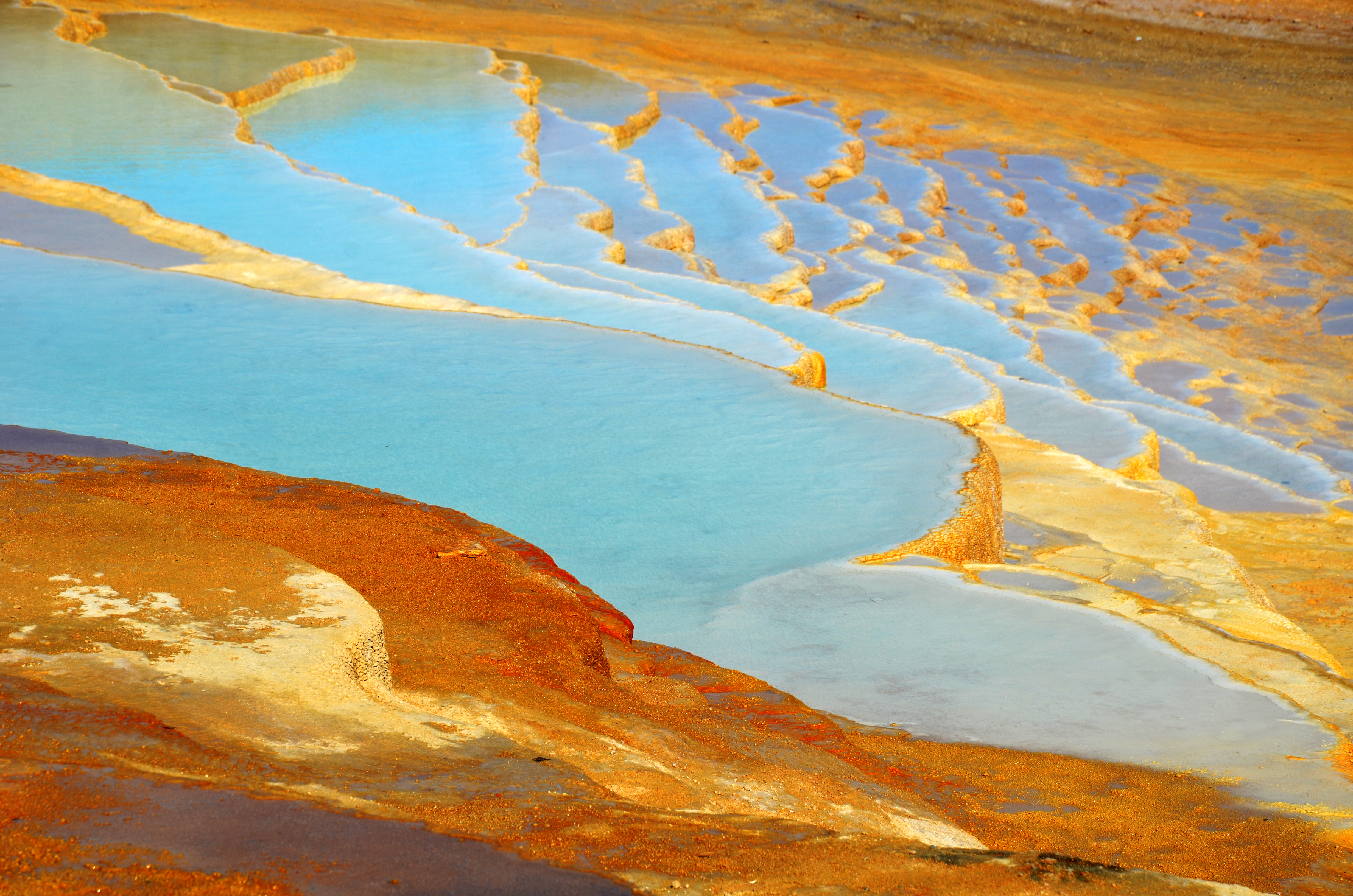
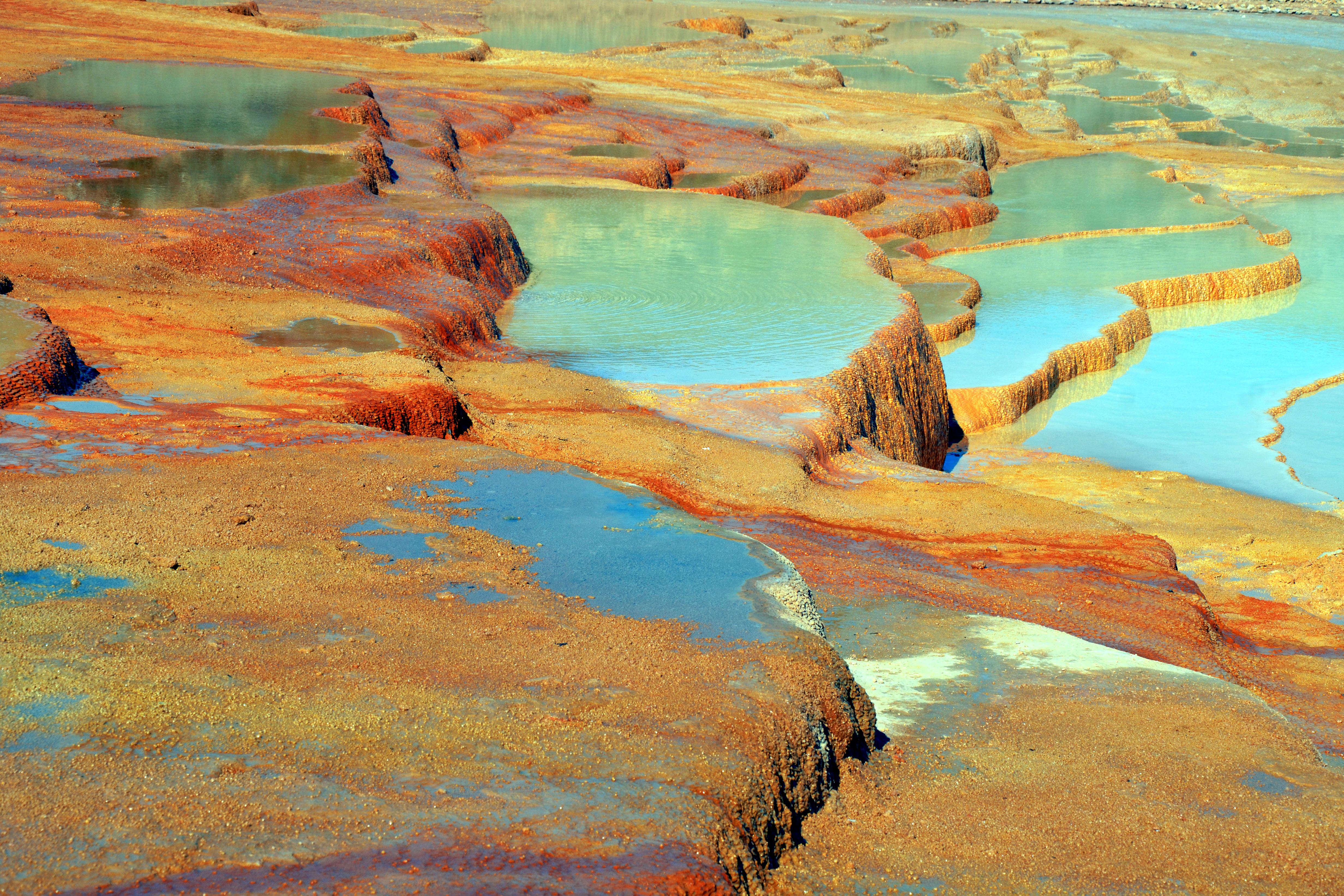
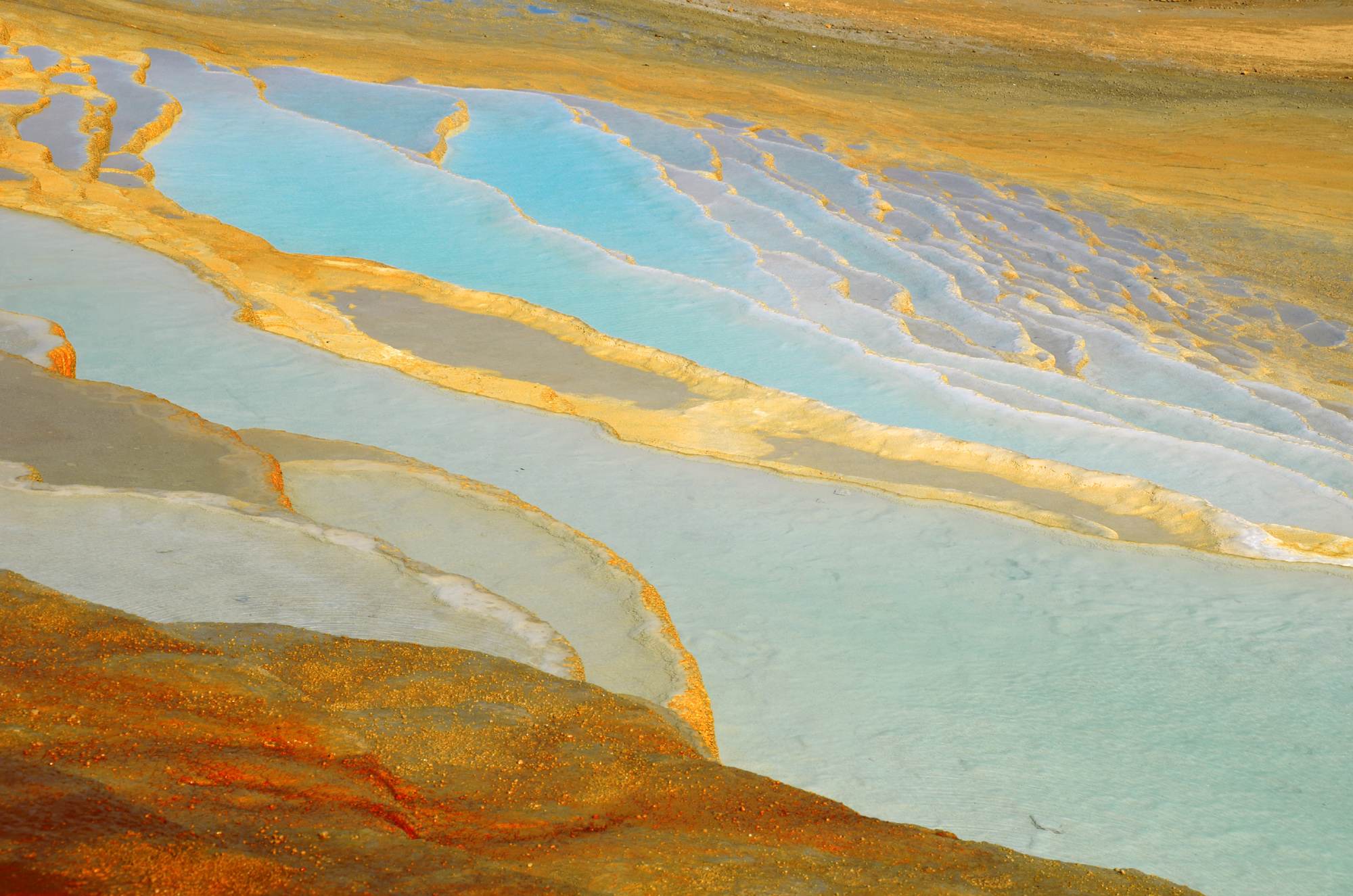